# روكو (شركة)

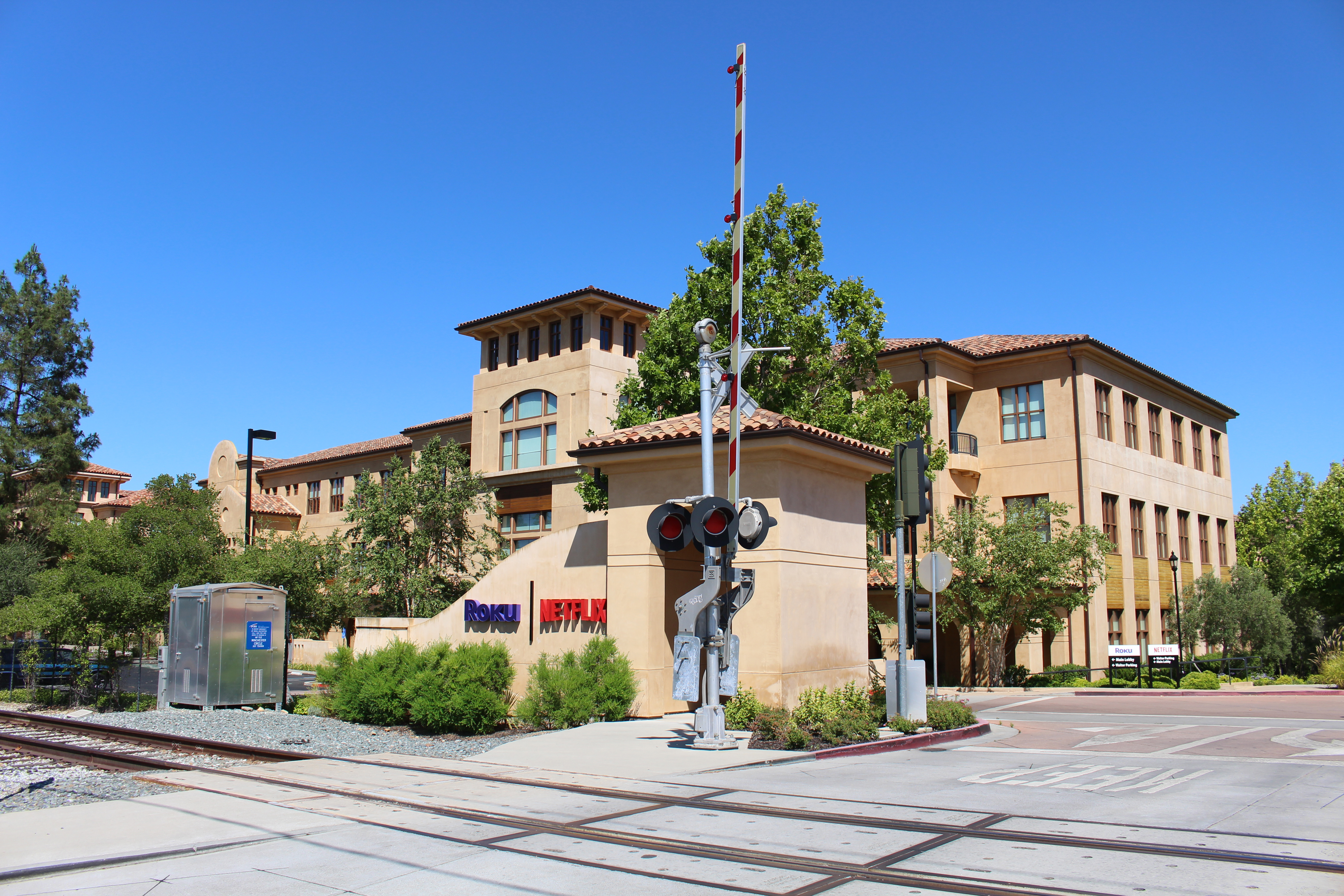
المقر الرئيسي السابق في لوس جاتوس (مؤجر من الباطن من Netflix)

Roku, Inc. هي شركة أمريكية عامة تأسست في عام 2002. وهي تنتج أجهزة البث وأجهزة التلفاز الذكية، وترخص تقنيتها لشركات أخرى، وتدير أعمال إعلانية على شبكة البث الخاصة بها. تقود Roku التوزيع التلفزيوني المتدفق في الولايات المتحدة الأمريكية ويبلغ عدد مشاهديه 70 مليون مشاهد على مستوى العالم اعتبارًا من عام 2023.تصل منتجات الشركة وخدماتها إلى العملاء في الولايات المتحدة والمملكة المتحدة وكنداوأستراليا وفرنسا وألمانيا وأيرلندا والعديد من دول أمريكا اللاتينية بما في ذلك الأرجنتين والبرازيل وتشيلي. وكولومبيا والمكسيك وبيرو.
في سنواتها الأولى، ركزت Roku على صنع مشغلات فيديو عالية الوضوح، وأطلقت أول جهاز تلفزيون متصل لبث Netflix. وفي وقت لاحق، في عام 2014، قامت الشركة بتوسيع نطاق شبكة البث الخاصة بها. تضمن هذا التوسع شراكات مع الشركات المصنعة للتلفزيون لتثبيت برنامج Roku مسبقًا على أجهزة التلفزيون الذكية، ودمج الإعلانات واشتراكات القنوات في شبكة البث المباشر الخاصة بـ Roku. تبع ذلك قناة البث المدعومة بالإعلانات الخاصة بـ Roku في عام 2017، وتقديم لاحق لمنتجات Roku الإلكترونية الاستهلاكية بما في ذلك مكبرات الصوت الذكية والأجهزة المنزلية الذكية.

## التاريخ
تأسست شركة Roku في أكتوبر 2002 كشركة ذات مسؤولية محدودة (LLC)، على يد مؤسس ReplayTV أنتوني وود. روكو أو (六) تعني "ستة" في اللغة اليابانية، لتمثيل حقيقة أن روكو هي الشركة السادسة التي أسسها وود. تأسست الشركة كصانع لمشغلات الفيديو عالية الوضوح، وتم تمويلها من قبل وود نفسه بالمال الذي كسبه من بيع شركات أخرى، بما في ذلك ReplayTV.
في عام 2008، استثمرت نتفلكس 6 ملايين دولار في Roku كجزء من جولة تمويل الأسهم. شمل ارتباط Netflix بـ Roku أيضًا تولي وود وظيفة بدوام جزئي في Netflix لصنع جهاز لبث Netflix أثناء عمله كرئيس تنفيذي لشركة Roku. أطلقت Roku أول جهاز تلفزيون متصل لبث Netflix، واستمرت في بيع الأجهزة التي يتم توصيلها بأجهزة التلفزيون، مما يسمح للمستهلكين بالوصول إلى خدمات البث.
في عام 2008، انتقل المقر الرئيسي لشركة روكو إلى ساراتوجا، كاليفورنيا، جنوبًا في وادي السيليكون. 
تم الإعلان عن جولة من تمويل رأس المال الاستثماري من شركة مينلو فنتشرز في أكتوبر 2008. تم الكشف عن جولة أخرى بقيمة حوالي 8.4 مليون دولار في عام 2009. شهد العام نفسه أيضًا قيام Netflix ببيع جميع أسهم Roku الخاصة بها، وهو ما يترجم إلى ما يقرب من 15% من أسهم Roku، إلى Menlo Ventures لتجنب تصور احتمال تفضيل إحدى شركات تصنيع توزيع البث على أخرى.
1. ↑  مذكور في: Global LEI index. الوصول: 17 سبتمبر 2024.
2. ↑  الرمز البريدي: 95032.
3. ↑  الموقع الرسمي: https://www.roku.com/about/contact.
4. ↑  العنوان: https://ir.roku.com/corporate-governance/management.
5. ↑  وصلة مرجع: https://www.jika.io/quote/ROKU/overview?ref=wikipedia.